# Phrygionis sororcula
Phrygionis sororcula là một loài bướm đêm trong họ Geometridae.